# 潘志豪
潘志豪（Poon Chi Ho，1981年5月26日—），生於香港，香港已退役籃球運動員，司職控球後衛，於2002年與中國男子籃球職業聯賽球隊明基新浪獅簽約成為首名進軍CBA的香港人並是前香港籃球代表隊的控球靈魂和首席控球後衛。

## 早年生活
潘志豪生於香港，於年僅14歲時，因參加甲一球隊新青聯在將軍澳翠林邨舉行的比賽後，被發掘並加入新青聯的青年軍，到1995年就讀聖若瑟書院，後來轉讀學界勁旅天主教新民書院，期間潘志豪曾四度參加NIKE LEAGUE聯賽，並兩度獲得冠軍及最有價值球員殊榮，而他於1998年不但帶領球隊奪得19歲以下組別冠軍，而他個人更包辦助攻王與常規賽季後賽的最有價值球員，當中他於一場賽事中個人獨取51分，成為NIKE LEAGUE歷來以單場計得分最高的球員（紀錄於02/08/2013由U16球員安家仲以55分打破）。

## 籃球生涯
2002年9月，潘志豪加盟中国男子篮球甲A联赛球隊新浪獅，成為首名香港人勇闖CBA的代表，更成為香港籃壇和甚至整個體壇的一時佳話，惟翌年由於明基新浪獅撤回台灣，迫使潘志豪回流加盟永倫，而他加盟球隊後亦打出身價，不僅成為球隊必然主力，更在2006年至15年期間協助永倫於10年間7度勇奪甲一總冠軍，直到2011年球季，潘志豪因甲狀腺指數過高缺席多場賽事，並影響表現，至2012年尾復出籃壇，到2015年8月，潘志豪轉會香港史上首支職業籃球隊東方，圓職業籃球員夢，並於2016年隨隊參與東南亞職業籃球聯賽，到不同國家比賽，更協即東方首度參賽即勇奪東南亞職業籃球聯賽總冠軍，但潘志豪於2017年球季未獲東方主教練艾度托利斯重用，在上陣機會不多下，他於2017年11月28日回歸永倫。2022年10月20日，永倫於甲一組季軍戰以71 ：116不敵滿貫，總場數0：2失落季軍，這也是潘志豪的告別戰。

## 國際賽生涯
於2001年，20歲的潘志豪首度入選香港籃球代表隊，並在同年的超級工商盃中，雖然只是首度代表香港，並且是以後備身份上陣，但年輕的他卻帶領香港隊由全場均落後的劣勢下，以其擅長的三分球及入楔等的攻勢，使香港於最後數分鐘反敗為勝，擊敗泰國國家隊，而他更於賽事中勇奪最有價值球員獎項，隨後潘志豪在2003至05年間連續三年協助香港奪得超級工商盃冠軍，並於2004年再度奪得賽事最有價值球員殊榮，到2007年，潘志豪於亞洲籃球錦標賽面對敘利亞國家籃球隊的賽事中，單場個人轟下38分，幫助香港最終得以104–100分取勝。

## 球場以外
於2012年5月，潘志豪與永倫隊友蔡芳裕，呂楚威，香振強以及方誠義合資開設籃球學校，並於同年11月4日迎娶拍拖9年的女朋友阿Miu，到2013年8月1日，亮相電視台為中國對韓國國家隊的亞洲男子籃球錦標賽擔任評述員，與主持人及前永倫隊友蔡芳裕為球迷評述。2018年3月，潘志豪與永倫隊友方誠義和朋友攜手投資飲食業，在河內道開設運動酒吧。

## 外部連結
- 潘志豪在fiba.basketball（英语）
- 潘志豪在archive.fiba.com（存檔）（英语）
- 潘志豪在中国男子篮球职业联赛
- 潘志豪在Eurobasket.com（球員）（英语）
- 潘志豪在RealGM（英语）
- 潘志豪在中国篮球数据库
- ABL官網球員註冊資料